# Gare d’Aubagne
Gare d’Aubagne vasútállomás Franciaországban, Aubagne településen.

## Vasútvonalak
Az állomást az alábbi vasútvonalak érintik:
- Marseille–Ventimiglia-vasútvonal

## Kapcsolódó állomások
A vasútállomáshoz az alábbi állomások vannak a legközelebb:
- Gare de Cassis
- Gare de La Penne-sur-Huveaune